# Erotikon (pel·lícula de 1920)
Erotikon és una pel·lícula de comèdia romàntica sueca del 1920 dirigida per Mauritz Stiller, protagonitzada per Tora Teje, Karin Molander, Anders de Wahl i Lars Hanson. Està basat en l'obra de teatre de 1917 A kék róka de Ferenc Herczeg. La història gira al voltant d'un professor d'entomologia obsessionat amb la vida sexual dels insectes, i la seva dona tranquil·la que és cortejada per dos pretendents.

## Argument
Leo Charpentier, professor d'entomologia, està interessat en la poligàmia entre els escarabats, però no s'ha adonat que la seva dona Irene té una aventura amb el seu millor amic, l'escultor Preben Wells, i coqueteja amb un aviador, el baró Felix. Van a un ballet – Schaname, sobre la dona del xa que intenta seduir el seu millor amic: ell es resisteix però el xa el mata igualment. Leo diu que hauria preferit el final feliç. En una botiga, la Irene sent com una dona encarrega una pell a Preben i surt gelosa. Preben veu en Fèlix portant una dona a casa, i creu que és la Irene, i també està gelós. Va a casa de la Irene i l'acusa; li diu a Leo que l'ha enganyat i se'n va. Preben descobreix que l'amic d'en Fèlix no estima gens la Irene. Per expiar el seu error, intenta tornar la Irene a Leo, però quan la troba i li explica que la dona que va comprar la pell era el seu model, són ells els qui ho fan. La Irene telefona a Leo per assenyalar-li que la seva neboda Marte l'estima i que li cuinarà els menjars que mai va fer ella mateixa.

## Repartiment
- Anders de Wahl - Leo Charpentier
- Tora Teje - Irene
- Karin Molander - Marthe
- Elin Lagergren - Mare d'Irene
- Lars Hanson - Preben Wells
- Vilhelm Bryde - baró Felix
- Bell Hedqvist - amiga del baró
- Torsten Hammarén - Sidonius
- Vilhelm Berndtson -s Jean

L'extensa escena del ballet de la pel·lícula va ser coreografiada per Carina Ari, famosa ballarina sueca. El ball va ser interpretat pel Ballet Reial Suec i la música va ser escrita per Kurt Atterberg.

## Estrena
La pel·lícula es va estrenar a Suècia el 8 de novembre de 1920. Es va convertir en un èxit comercial i es va vendre a 45 mercats a l'estranger.